# Tamil írás
A tamil írás (தமிழ் அரிச்சுவடி) a bráhmi írásrendszer ősi, déli formájából alakult ki, de hatással volt rá a grantha írás is. A jelenleg használt írás a tamil nyelvű indiai államokban használatos. A tamil nyelv a dravida nyelvcsalád déli ágába tartozik, mintegy 52 millió ember anyanyelve, főleg a dél-indiai Tamilnádu államban, valamint a Srí Lankán beszélik, de elterjedt Délkelet-Ázsia országaiban is. A tamil nyelv egyike a legrégebbi nyelveknek Dél-Indiában. A legkorábbi szövegeket a bráhmi déli változatában írták az 1. század körül, a 8. századig folyamatosan változott, ekkor nyerte el többé kevésbé mai alakját.

## Jellegzetességek
A tamil írás számtalan ponton eltér a bráhmi írásoktól. Egyik legfontosabb különbség, hogy nem különbözteti meg az azonos helyen képzett zöngés és zöngétlen hangokat, azaz ezek nem alkotnak külön fonémát. Ezért a க் karakter /k/ például a [k], és [ɡ] hangokat is jelöli. Ennek oka, hogy a tamil nyelvtan csak a zöngétlen zárthangokat kezeli úgy, mint valódi mássalhangzókat, a zöngéseket úgy, mintha azok a zöngétlen hangok néma hangzóval kiegészített változatai lennének. A hagyományos tamil nyelvtanok részletes szabályokat tartalmaznak a hivatalos beszédben a zárthangok ejtésére. Ezek a szabályok nem követik a köznyelvi vagy nyelvjárási beszédet, ahol a zárthangok zöngés és zöngétlen változatát nem különböztetik meg (allofónia), hanem ez helyett a szavak jelentését a szövegkörnyezet határozza meg. Ezek a hangzásváltozatok gyakran meghatározhatók a hang szón belüli elhelyezkedéséből, mint például a ப /pa/ a szó kezdetén vagy egy zöngétlen mássalhangzó után és a /ba/ egy mássalhangzó és ம /m/ között, míg máskor ezek véletlenszerűek.
A tamil írás balról jobbra halad, és brámi eredetű rokonaihoz hasonlóan szótagírás. A szótag törzse vagy egy magánhangzó, vagy egy mássalhangzó és egy alapértelmezett magánhangzó, a tamil nyelvben /a/. Amennyiben a mássalhangzó önállóan szerepel, azt az írásjegy fölötti pont (viráma) jelöli. Nem különbözteti meg a kis és nagybetűket, és az írott és nyomtatott formát, bár régebben volt írott változata is, a vatteluttu. A számok írására ma már az arab és római betűkészletet használják, régebben ezeknek is egyedi jelük volt. A tamil, annak ellenére, hogy az egyik legtisztább formában élő dravida nyelv, számtalan dialektussal rendelkezik, ezzel Dél-India közvetítő nyelvének is tekinthető. A dialektusok fonémarendszere is sokszor eltér egymástól, emellett létezik a nyelvnek egy irodalmi változata is. A magyar kiejtés szerinti /s/, /sz/, /cs/, /dzs/ hangokat a beszélt nyelvben nem különböztetik meg, nem kezelik ezeket önálló fonémaként. Jellemző az r hang kettőzésekor (pl. குறம் , kurram =hiba) létrejövő módosulás, kiejtve: kuttam vagy kutram.
A bráhmi írásoktól eltérően a tamil írás jóval kevesebb ligatúrát (összekapcsolt mássalhangzókat) használ, mint az írásrendszer többi tagja, amennyiben ezek előfordulnak, az első mássalhangzó fölé helyezik a kapcsolt, inherens magánhangzó elnyomására szolgáló viráma jelet, és melléírják a következő mássalhangzót. Vannak kivételek is, például a க்ஷ (KSA) és ஶ்ரீ (Sri). A néma hangzót /h/ a tamilban a ஃ jelöli (visarga).

## Átírási alapelvek
A tamil nyelvben az írás és annak kiejtése eltérő. Ez különösen az ind eredetű szavak esetében jelentős, ugyanis az ind hehezetes mássalhangzók és a magánhangzó /r/ jelölése sem írásban, sem kiejtésben nem különül el. Ezért
A tamil nevek (és közszavak) átírására a magyar Wikipédiában – a helyesírási irányelvnek megfelelően és a keleti nyelvekre vonatkozó akadémiai helyesírással összhangban (illetve az OH. ajánlásai alapján) – a magyaros átírást használjuk. A tamil nyelv a bráhmi írástípust használja.
- népszerűsítő: mivel csak a magyar helyesírás szerinti betűket használja
- fonematikus: az átírt nyelvek fonemáit próbáljuk megfeleltetni a hangzást tekintve legmegfelelőbb magyar fonémáknak;
- kompromisszumos:
  - miként a nemzetközi átírások túlnyomó többsége, megtartjuk az ai és au kettőshangzók írását, jóllehet a nyelvterület nagyobb részén már egyszerű magánhangzónak ejtik őket;
  - a szó végén mindig rövid a-t és i-t írunk (hosszú á és í helyett) tükrözve a leginkább elterjedt kiejtést és az átírási hagyományt;
  - továbbra is megengedjük az /e/ és /o/ hangok hagyományban gyökerező rövid e, o átírását, annak ellenére, hogy újabban terjed a hanghosszt visszaadó é és ó átírás;
  - a magyar gyakorlatban már meghonosodott nevek hagyományos formáját megtartjuk akkor is, ha ezek nem felelnek meg az átírási gyakorlatnak, pl. a tamil az átírás szerint tamizs  lenne, vagy a középkori vallásos himnuszköltő szenteket Álvaroknak írjuk át Ázsvarok helyett.

## Mássalhangzók
A tamil mássalhangzókat az írásjegyek „törzsének” (Mei) nevezik. A mássalhangzók három kategóriába sorolhatók: vallinam (kemény mássalhangzók), mellinam (lágy mássalhangzók, beleértve az összes nazális hangot), és idayinam (közepes mássalhangzók).
Van néhány lexikai szabály a szavak képzéséhez, például egy szó nem érhet véget bizonyos mássalhangzókkal, és nem kezdődhet akármilyen mássalhangzóval (/r/, /l/ /ll/).
Az ábécé sorrendje (szigorúan abugida) a tamil nyelvben is a közös eredetű bráhmi írások sajátja.
| Mássalhangzó | ISO 15919 | Típus     | IPA                       | Magyaros, ejtésközelítő |
| ------------ | --------- | --------- | ------------------------- | ----------------------- |
| க்            | k         | vallinam  | [k], [ɡ], [x], [ɣ], [h]   | k, g, h                 |
| ங்            | ṅ         | mellinam  | [ŋ]                       | n                       |
| ச்            | c         | vallinam  | [t͡ʃ], [d͡ʒ], [ʃ], [s], [ʒ] | cs, s, dzs              |
| ஞ்            | ñ         | mellinam  | [ɲ]                       | ny                      |
| ட்            | ṭ         | vallinam  | [ʈ], [ɖ], [ɽ]             | t,cs,d                  |
| ண்            | ṇ         | mellinam  | [ɳ]                       | n                       |
| த்            | t         | vallinam  | [t̪], [d̪], [ð]             | t,cs,d                  |
| ந்            | n         | mellinam  | [n]                       | n                       |
| ப்            | p         | vallinam  | [p], [b], [β]             | p,b                     |
| ம்            | m         | mellinam  | [m]                       | m                       |
| ய்            | y         | idaiyinam | [j]                       | j                       |
| ர்            | r         | idaiyinam | [ɾ]                       | r                       |
| ல்            | l         | idaiyinam | [l]                       | l                       |
| வ்            | v         | idaiyinam | [ʋ]                       | v                       |
| ழ்            | ḻ         | idaiyinam | [ɻ]                       | zs                      |
| ள்            | ḷ         | idaiyinam | [ɭ]                       | l                       |
| ற்            | ṟ         | vallinam  | [r], [t], [d]             | r,tr, dr                |
| ன்            | ṉ         | mellinam  | [n]                       | n                       |

### Nem tamil eredetű szavakhoz használt mássalhangzók
A tamil íráshoz az idők folyamán néhány új írásjegy is társult, ezeket grantha jeleknek hívják, és ezekkel írják le a szanszkrit jövevényszavakat. Ma ezeket használják az angol eredetű szavak leírásához is.
| Mássalhangzó | ISO 15919 | IPA      | Magyaros, ejtésközelítő |
| ------------ | --------- | -------- | ----------------------- |
| ஶ்            | ś         | [ɕ], [ʃ] | sz                      |
| ஜ்            | j         | [d͡ʒ]     | dzs                     |
| ஷ்            | ṣ         | [ʂ]      | s                       |
| ஸ்            | s         | [s]      | sz                      |
| ஹ்            | h         | [h]      | h                       |
| க்ஷ்           | kṣ        | [kʂ]     | ks                      |

## Magánhangzók
A magánhangzókat 'élő' (uyir) vagy 'hangzó' írásjegyeknek nevezik. A mássalhangzókkal együtt alkotják a szótag törzsét, ez a bráhmi alapú írásokban a szótagírás alapja. A tamil magánhangzók írásjegyeiben megkülönböztetik a rövid és a hosszú hangzókat, illetve tartalmaz két diftongust (/au/, /ai/ is).

### Önálló forma
| Magánhangzó | ISO 15919 | IPA      | Magyaros, ejtésközelítő |
| ----------- | --------- | -------- | ----------------------- |
| அ           | a         | [ʌ]      | a                       |
| ஆ           | ā         | [ɑː]     | á                       |
| இ           | i         | [i]      | i                       |
| ஈ           | ī         | [iː]     | í                       |
| உ           | u         | [u], [ɯ] | u                       |
| ஊ           | ū         | [uː]     | ú                       |

#### Nem tamil eredetű szavaknál (grantha jelek)
| Magánhangzó | ISO 15919 | IPA  | Magyaros, ejtésközelítő |
| ----------- | --------- | ---- | ----------------------- |
| எ           | e         | [e]  | e                       |
| ஏ           | ē         | [eː] | é                       |
| ஐ           | ai        | [ʌj] | ai                      |
| ஒ           | o         | [o]  | o                       |
| ஓ           | ō         | [oː] | ó                       |
| ஔ           | au        | [ʌʋ] | au                      |

### Kapcsolt forma
A க் /k/ példáján bemutatva (a jel fölötti pont a viráma, ennek hiányában a betű hangértéke /ka/)
| Kapcsolat | Kapcsolt forma | ISO 15919 | IPA        | Magyaros, ejtésközelítő |
| --------- | -------------- | --------- | ---------- | ----------------------- |
| க் + அ     | க              | ka        | [kʌ]       | ka                      |
| க் + ஆ     | கா              | kā        | [kɑː]      | ká                      |
| க் + இ     | கி              | ki        | [ki]       | ki                      |
| க் + ஈ     | கீ              | kī        | [kiː]      | kí                      |
| க் + உ     | கு              | ku        | [ku], [kɯ] | ku                      |
| க் + ஊ     | கூ              | kū        | [kuː]      | kú                      |
| க் + எ     | கெ              | ke        | [ke]       | ke                      |
| க் + ஏ     | கே              | kē        | [keː]      | ké                      |
| க் + ஐ     | கை              | kai       | [kʌj]      | kai                     |
| க் + ஒ     | கொ              | ko        | [ko]       | ko                      |
| க் + ஓ     | கோ              | kō        | [koː]      | kó                      |
| க் + ஔ     | கௌ              | kau       | [kʌʋ]      | kau                     |

## Gyakori betűkapcsolatok (ligatúrák)
| Magánhangzók→ Mássalhangzók↓ | அ | ஆ | இ | ஈ | உ | ஊ | எ | ஏ | ஐ | ஒ | ஓ | ஔ |
| ---------------------------- | - | - | - | - | - | - | - | - | - | - | - | - |
| க்                            | க | கா | கி | கீ | கு | கூ | கெ | கே | கை | கொ | கோ | கௌ |
| ங்                            | ங | ஙா | ஙி | ஙீ | ஙு | ஙூ | ஙெ | ஙே | ஙை | ஙொ | ஙோ | ஙௌ |
| ச்                            | ச | சா | சி | சீ | சு | சூ | செ | சே | சை | சொ | சோ | சௌ |
| ஞ்                            | ஞ | ஞா | ஞி | ஞீ | ஞு | ஞூ | ஞெ | ஞே | ஞை | ஞொ | ஞோ | ஞௌ |
| ட்                            | ட | டா | டி | டீ | டு | டூ | டெ | டே | டை | டொ | டோ | டௌ |
| ண்                            | ண | ணா | ணி | ணீ | ணு | ணூ | ணெ | ணே | ணை | ணொ | ணோ | ணௌ |
| த்                            | த | தா | தி | தீ | து | தூ | தெ | தே | தை | தொ | தோ | தௌ |
| ந்                            | ந | நா | நி | நீ | நு | நூ | நெ | நே | நை | நொ | நோ | நௌ |
| ப்                            | ப | பா | பி | பீ | பு | பூ | பெ | பே | பை | பொ | போ | பௌ |
| ம்                            | ம | மா | மி | மீ | மு | மூ | மெ | மே | மை | மொ | மோ | மௌ |
| ய்                            | ய | யா | யி | யீ | யு | யூ | யெ | யே | யை | யொ | யோ | யௌ |
| ர்                            | ர | ரா | ரி | ரீ | ரு | ரூ | ரெ | ரே | ரை | ரொ | ரோ | ரௌ |
| ல்                            | ல | லா | லி | லீ | லு | லூ | லெ | லே | லை | லொ | லோ | லௌ |
| வ்                            | வ | வா | வி | வீ | வு | வூ | வெ | வே | வை | வொ | வோ | வௌ |
| ழ்                            | ழ | ழா | ழி | ழீ | ழு | ழூ | ழெ | ழே | ழை | ழொ | ழோ | ழௌ |
| ள்                            | ள | ளா | ளி | ளீ | ளு | ளூ | ளெ | ளே | ளை | ளொ | ளோ | ளௌ |
| ற்                            | ற | றா | றி | றீ | று | றூ | றெ | றே | றை | றொ | றோ | றௌ |
| ன்                            | ன | னா | னி | னீ | னு | னூ | னெ | னே | னை | னொ | னோ | னௌ |

| Magánhangzók→ Grantha mássalhangzók↓ | அ  | ஆ  | இ  | ஈ  | உ  | ஊ  | எ  | ஏ  | ஐ  | ஒ  | ஓ  | ஔ  |
| ------------------------------------ | -- | -- | -- | -- | -- | -- | -- | -- | -- | -- | -- | -- |
| ஶ்                                    | ஶ  | ஶா  | ஶி  | ஶீ  | ஶு  | ஶூ  | ஶெ  | ஶே  | ஶை  | ஶொ  | ஶோ  | ஶௌ  |
| ஜ்                                    | ஜ  | ஜா  | ஜி  | ஜீ  | ஜு  | ஜூ  | ஜெ  | ஜே  | ஜை  | ஜொ  | ஜோ  | ஜௌ  |
| ஷ்                                    | ஷ  | ஷா  | ஷி  | ஷீ  | ஷு  | ஷூ  | ஷெ  | ஷே  | ஷை  | ஷொ  | ஷோ  | ஷௌ  |
| ஸ்                                    | ஸ  | ஸா  | ஸி  | ஸீ  | ஸு  | ஸூ  | ஸெ  | ஸே  | ஸை  | ஸொ  | ஸோ  | ஸௌ  |
| ஹ்                                    | ஹ  | ஹா  | ஹி  | ஹீ  | ஹு  | ஹூ  | ஹெ  | ஹே  | ஹை  | ஹொ  | ஹோ  | ஹௌ  |
| க்ஷ்                                   | க்ஷ | க்ஷா | க்ஷி | க்ஷீ | க்ஷு | க்ஷூ | க்ஷெ | க்ஷே | க்ஷை | க்ஷொ | க்ஷோ | க்ஷௌ |

## Példa az átírásra
நவநீதம் பிள்ளை átírása a következő módon történik: ந+வ+நீ+த+ம் பி+ள்+ளை
- ந = na
- வ =va
- ந் + ஈ → நீ = ní /n/+/í/ ligatúra
- த = ta
- ம் = m (a tamil írásjegy felett a pont a viráma, amely elnyomja az utána alapértelmezett /a/ hangot)
- ப்+இ → யி =pi /p/+/i/ ligatúra
- ள் = l
- ள + ஐ → ளை = lai /l/+/ai/ ligatúra

azaz Navanítam Pillai, az ENSZ emberi jogi főbiztosa 2011 tavaszán.

## Eltérések a KNMH-tól
Átírás szerint: சோழர் = „Csózsar” a.m. Csólák, azaz a Csóla-dinasztia, KNMH: Csola, Csola-dinasztia.